# Черноморска зърнена инициатива

## Хуманитарна криза в Украйна

### Атаки срещу инфраструктурата на Украйна
Окупацията на Украйна и ракетния обстрел от страна на Русия създават хуманитарна криза в Украйна.  Русия спира електричеството и топлоподаването на окупираните територии, атакува болници  и селскостопански заводи с ракети, а също така не се съобразява с договорки за евакуация и обстрелва хуманитарните коридори. 

### Зърнена криза в Украйна и Европа
Руската блокада на украинските пристанища възпрепятства експорта на около 22 милиона тона зърно. До началото на май Русия присвоява 400 000 тона зърно от временно окупирани територии на Украйна. Според Тарас Висоцки, първи заместник-министър на земеделието, общото количество възлиза на около една трета от всички зърнени запаси във временно окупираните райони на Запорожка, Херсонска, Донецка и Луганска област.  Тъй като поред Европейската комисия Украйна представлява 10% от световния пазар на пшеница, 15% от пазара на царевица и 13% от пазара на ечемик този ход на Русия е удар и по световното потребление на зърнени култури.Жозеп Борел обвинява Русия, че е унищожила голям зърнен терминал в южния пристанищен град Николаев. Това води до повишаване на цените на храните и дестабилизиране на цели региони. Председателят на Европейския съвет Шарл Мишел, то своя страна, заявява на заседание на Съвета за сигурност на ООН, че Кремъл използва храната като оръжие срещу по-бедните страни, в отговор на което посланикът на Русия напуска срещата. Междувременно САЩ обвиняват Русия, че се опитва да продава зърно, което е откраднала от окупирани части на Украйна.
Всичко това създава сериозен риск от хуманитарна криза поради недостиг на храни в страните, зависими от зърното, изнасяно от Украйна. 

## Зърнена сделка
В опити да реши продоволствената криза турският президент Реджеб Ердоган, приема ролята на посредник с Владимир Путин. Преговорите са продължение на преговорите на външите министри на Турция и Руската федерация относно транспортирането на милиони тонове зърно и семена, заседнали в черноморските пристанища на Украйна.  На 31 май 2022 г. руският външен министър Сергей Лавров обявява, че руският флот ще позволи безопасното преминаване на украински зърнени кораби, ако Украйна реши проблема с разминирането на своите пристанища. Скоро след това Ердоган отправя предложение за провеждане на тристранна среща между Украйна, Русия и ООН в Истанбул. (този формат е обсъден със Зеленски) На 1 юни руският външен министър Сергей Лавров обявява, че между руския президент Владимир Путин и турския му колега Реджеб Ердоган е постигнато условно споразумение за деблокиране на украински пристанища. По думите на Лавров двамата лидери се договорили, че турската държава ще се опита да помогне за организирането на разминирането на украинските пристанища. Целта е да бъдат освободени кораби, пренасящи товари, необходими на развиващите се страни. Официално сделката еподписана на 22 юли 2022 година и създава хуманитарни коридори. През тях се позволяна на Украйна да търгува със зърно, през Черно море. В интерес на истината Путин често си търси повод да наруши сделката (например че през хуманитарните коридори минава военно оборудване; или пък че самата тя среща затруднения да търгува своето собствено жито) и атакува украински кораби. Въпреки всичките си несъвършенства Зърнената сделка позволява на Украйна през първата година да пренесе тонове зърно и да избегне хуманитарна криза. Чрез нея  около 1000 кораба изнасят 33 милиона тона зърно за 45 държави ,наети от Световната продоволствена програма (СПП) . Тя продължава до 18 юли 2023 година, когато Русия се изтегля от нея. Вследствие от това големи количества зърно се озоваха в Централна Европа, което предизвика големи протести на местни земеделски производители, включително в България.

## Опити за възстановяне на Зърнената сделка
В началото на юни 2023 ООН прави опит да "съживи" Зърнената сделка и кани Русия, Украйна и Турция на масата за преговори ООН изразява надежда сделката да бъде разширена.  Други европейски страни като Унгария също подкрепят предложението за разширяване на сделката. Украйна и Турция приемат предложението на ООН, но Русия не дава ясен отговор и на свой ред призовава всички страни да отблокират транзита на амоняк през украинското пристанище Пивденни.  Също така изисква отново да бъде свързана в международната банковата система SWIFT и да бъдат вдгнати санкциите над нейните торове, сескостопанска техника и застраховки на кораби.  От писмо на Антонио Гутериш до Вл. Путин от 28 август 2023 става, че ООН е готова да се съгласи САЩ също участват в дикусии, чрез които се опитват да върнат Русия на масата за преговорите - и да продължат Зърнената сделка или да намерят алтернативен вариант В крайна сметка обаче европейските държави решават да не отстъпват пред руските искания за смекчаване на наложените на Русия санкции  и Зърнената сделка не се подновява